# Dysdera adriatica
Dysdera adriatica är en spindelart som beskrevs av Kulczynski 1897. Dysdera adriatica ingår i släktet Dysdera och familjen ringögonspindlar. Inga underarter finns listade i Catalogue of Life.